# Roger Spriet
Roger Spriet (* 21. September 1942 in Gistel, Belgien) ist ein ehemaliger belgischer Radrennfahrer.

## Sportliche Laufbahn
Spriet wuchs Alsemberg im flämischen Brabant auf und begann seine Radsportlaufbahn im Straßenradsport beim Sportklub Wsc Rode Sportief im benachbarten Beersel. Seine ersten Rennen im Männerbereich bestritt Spriet als Amateur. Als 20-Jährigem gelangen ihm erste Achtungserfolge mit dritten Plätzen beim Kriterium in Rode und beim Straßenrennen in Strombeek. 1964 verzeichnete er 20 Siege in Straßenrennen. 
1965 nominierte ihn der belgische Radsportverband für das Drei-Länder-Etappenrennen Internationale Friedensfahrt. Nachdem belgische Mannschaften in der Vergangenheit stets gut bei der Friedensfahrt abgeschnitten hatten, war Belgien bei der 1964er Tour überraschend ausgeschieden. Für die Friedensfahrt 1965 war eine junge Mannschaft entsandt worden, vier der sechs Aktiven waren knapp 20 Jahre alt. Zu ihnen gehörte auch Roger Spriet, der zunächst Anpassungsschwierigkeiten hatte und erst im letzten Renndrittel Akzente setzen konnte. Die neunte Etappe beendete er erstmals unter den ersten Zehn (7.), vom 12. bis zum letzten Tagesabschnitt war er jeweils bester Belgier, wobei er bei der Schlussetappe seine Leistung als Sieger krönte. Im Endklassement kam Spriet als drittbester Belgier auf Rang 28 unter 75 gewerteten Fahrern.
1966 wechselte Spriet in das Lager der Berufsfahrer, wo ihn das französische Radsportteam Peugeot-BP-Michelin für ein Jahr unter Vertrag nahm. Dort traf er unter anderen auf den Amateurweltmeister von 1964 und späteren fünffachen Tour-de-France-Sieger Eddy Merckx sowie den deutschen Meister Winfried Bölke. Als Profi konnte Spriet keine relevanten Erfolge erringen. Bekannt wurden 1966 nur hintere Ränge beim Omloop Fruitstreek in Alken (46.) und bei der Belgisch Ronde im belgischen Limburg (59.).

## Berufliches
Nach dem Ende seiner Radsport-Laufbahn eröffnete Spriet ein Fahrradgeschäft in Anderlecht und engagierte sich beim Radsportklub WTC De Hoek in Sint-Genesius-Rode.